# Eric Molson
Pour les autres membres de la famille, voir Famille Molson.
Pour les articles homonymes, voir Molson.
Eric Herbert Molson CM (né le 16 septembre 1937 à Montréal) est un homme d'affaires canadien. Il est l'ancien président du conseil d'administration de Molson Coors et ancien chancelier de l'Université Concordia. Il est membre de la famille Molson.

## Éducation
Eric Molson a étudié à la Selwyn House School  de Montréal et à l'Institut Le Rosey en Suisse. Il est titulaire d'un baccalauréat ès arts spécialisé en chimie de l'Université de Princeton, d'un baccalauréat en droit de l'Université Laval et d'une maîtrise en sciences du Birkbeck College. Il est également titulaire d'un certificat de maître brasseur de l'American Brewers Academy.

## Carrière
Eric Molson a rejoint la société Molson en 1960 et a siégé au conseil d'administration de la compagnie de 1974 à 2005. Il a été président du conseil d'administration de 1988 à 2005, année de la fusion de Molson avec Coors. Fusion dont il a été le principal instigateur. 
Il a ensuite été président du conseil d'administration de Molson Coors de 2005 à 2009. Eric Molson a pris sa retraite le 13 mai 2009 après 50 ans au service de l'entreprise. Il continue de siéger à titre de président du conseil émérite et d'administrateur de Molson Coors Brewing Company.
Il a été chancelier de l'Université Concordia de 1993 à 2005. 
Il est directeur honoraire de la Banque de Montréal où il a siégé au conseil d'administration de 1987 à 2000. Il est également directeur de la Corporation et de la fondation de l'Hôpital général de Montréal depuis 1962, ainsi que de la Fondation des études irlandaises canadiennes et du magazine Vie des Arts.

## Honneurs
Eric Molson a été investi en tant que membre de l'Ordre du Canada le 27 octobre 2007.